# 박노벽
박노벽(朴魯璧, 1956년 7월 9일 ~ )은 대한민국 주(駐) 러시아 대사를 직위했었던 외교관이다.

## 생애
외무고시 13회 출신의 외교관으로, 1980년 외교부에 들어온 뒤 주스위스 대사관 2등 서기관, 주러시아 대사관 1등 서기관, 주우즈베키스탄 참사관, 북미2·3과장, 주미국 대사관 1등 서기관, 주미얀마 대사관 참사관, 구주(유럽)국장, 주우크라이나 대사 등을 역임했다.
모스크바 외교아카데미에서 박사 학위를 받았으며 구주국장 등의 이력으로 러시아 업무에 정통하다는 평가를 받고 있다.
2015년 4월 타결된 한미 원자력협정 개정 협상을 4년여간 정부 수석대표로 이끌었다. 새 한미 원자력협정은 원자력의 평화적 이용에 대한 대한민국의 자율성을 상당 부분 확대한 것으로 평가받고 있다.
2015년 5월 14일 위성락 전임 주러시아 대사의 후임으로 주(駐)러시아 대사에 임명되었다.

## 경력
- 2019.09 ~ 2022.09 세종연구소 이사
- 2018 ~ 2022 한국외국어대학교 국제지역대학원 초빙교수
- 아시아정당국제회의사무총장
- 한-러시아·독립국가연합(CIS) 의회외교포럼 자문위원
- 2015.05 ~ 2017.10 주러시아 대한민국 대사관 대사
- 2013.03 ~ 2015.05 외교부 한미원자력협정 개정협상 전담대사
- 2012.07 외교통상부 에너지자원대사
- 2012.03 국립외교원 경력교수
- 2011.03 ~ 2013.03 외교통상부 한미원자력협정 개정협상 전담대사
- 2008.06 주우크라이나 대한민국 대사관 대사
- 2006.03 외교통상부 구주국 국장
- 2004.02 외교통상부 장관 보좌관
- 2003.04 국가안전보장회의 정책조정실 국장
- 2002.12 외교통상부 부대변인
- 2000.06 주미얀마 대한민국 대사관 참사관
- 1997.06 주미국 대한민국 대사관 1등서기관
- 1996.11 외무부 북미 3과 과장
- 1996.08 외무부 북미 2과 과장
- 1995.02 외무부 장관 비서관
- 1993.12 주우즈베키스탄 대한민국 대사관 참사관
- 1991.01 주러시아 대한민국 대사관 1등서기관
- 1984.07 주스위스 대한민국 대사관 2등서기관
- 1980.04 외무부
- 1979.05 제13회 외무고시 합격

## 학력
- 1975년 경기고등학교 졸업
- 1980년 서울대학교 외교학과 학사
- 1983년 런던 대학교 정치경제대학원 정치학 석사
- 1994년 러시아 모스크바 외교 아카데미 역사학 박사